# Remo Girone
Remo Girone (n. 1 decembrie 1948, Asmara, Etiopia) este un actor italian de teatru, film și televiziune. El a devenit popular datorită rolului Tano Cariddi din serialul de televiziune Caracatița.

## Biografie
Fiul unor italieni imigrați în Eritreea, colonie italiană în Africa în perioada 1890-1941, Remo Girone s-a născut și a copilărit în capitala Asmara, unde a participat de la o vârstă fragedă la spectacole teatrale, recitând poezii și scurte dialoguri dramatice cu mare succes. Există o cronică publicată în 1957 în Giornale dell'Eritrea în care criticul scrie țineți minte acest băiat, va deveni un mare actor. La vârsta de treisprezece ani s-a mutat la Roma pentru a urma studiile secundare.
După bacalaureat a urmat cursurile Facultății de Economie și Comerț, dar studiile universitare au durat puțin timp. S-a înscris la Accademia Nazionale d'Arte Drammatica Silvio D'Amico și a absolvit studii de actorie.

## Cariera în teatru
Teatrul, mai mult decât cinematografia, este mijlocul prin care Remo Girone va continua să beneficieze de respectul criticilor, chiar și atunci când serialele de televiziune îl vor face mai popular publicului larg. A lucrat cu diverși regizori, printre care Enrico D'Amato pentru Romeo și Julieta de William Shakespeare, Luca Ronconi pentru Mirra de Vittorio Alfieri și Orazio Costa pentru Moartea unui comis voiajor de Arthur Miller. Unul dintre autorii săi preferați este Anton Cehov: spectacolul Unchiul Vania, regizat de Peter Stein, a câștigat marele premiu la Festivalul de Teatru de la Edinburgh din 1996.

## Cariera cinematografică și de televiziune
Debutul pe marele ecran a avut loc în filmul Roma rivuole Cesare (1972) al regizorului maghiar Miklós Jancsó; urmează L'anticristo (1974) al lui Alberto De Martino. Primul său rol principal i-a fost oferit de Marco Bellocchio în Il gabbiano (1977), care, nu întâmplător, a fost inspirat dintr-o comedie de Cehov. Au urmat apoi Corleone (1978) și Giocare d'azzardo (1982), regizate de Pasquale Squitieri și Cinzia TH Torrini care îl vor solicita ulterior pe Rotund în următoarele lor filme.
Succesul popular al lui Remo Girone a venit grație televiziunii. În 1987 a apărut în miniserialul RAI Caracatița 3, unde a interpretat pe unul dintre personajele cele mai diabolice, dar și cele mai interesante de pe micul ecran: Tano Cariddi. În urma succesului obținut a continuat să interpreteze acest personaj în părțile a patra, a cincea, a șasea și a zecea ale serialului. În cea de-a șaptea parte, din cauza unei boli, Girone a apărut în rolul Tano doar câteva minute în final.
Înainte de Caracatița, Remo Girone apăruse în câteva seriale de televiziune,printre care Il garofano rosso, Che fare?  și Delitto di stato.
Apoi a apărut în filme de televiziune precum Lo scialo (1987), Una victoria (1988) de L. Perelli, Dalla notte all'alba (1991) de Cinzia TH Torrini, Carlo Magno (1993) de Clive Donner, Morte di una strega (1995) de Cinzia TH Torrini, Dio vede e provvede (1996), Fantaghirò 5 (1996), Morte di una ragazza perbene (1999), L'elefante bianco (Rai 1998) de Gianfranco Albano, Il Grande Torino (2005), Questa è la mia terra (2006) și în serialul de televiziune Diritto di difesa (2004).
Ca urmare a reputației dobândite a apărut în Diceria dell'untore (1990) al lui Beppe Cino, Il viaggio di Capitan Fracassa (1990) al lui Ettore Scola, L'angelo con la pistola (1992) al lui Damiano Damiani, Marquise (1997) al Verei Belmont (unde l-a interpretat pe muzicianul Jean-Baptiste Lully), Giochi d'equilibrio (1998) al lui Amedeo Fago, Li chiamarono... briganti!  (1999) al lui P. Squitieri și Il sole nero (2007) al lui Krzysztof Zanussi.

## Filmografie

### Filme de cinema
- Roma rivuole Cesare, regie: Miklós Jancsó (1974)
- L'anticristo, regie: Alberto De Martino (1974)
- Il gabbiano, regie: Marco Bellocchio (1977)
- Le chemin perdu, regie: Patricia Moraz (1980)
- Corleone, regie: Pasquale Squitieri (1981)
- Giocare d'azzardo, regie: Cinzia TH Torrini (1982)
- Malamore, regie: Eriprando Visconti (1982)
- L'amara scienza, regie: Nicola De Rinaldo (1985)
- Giallo alla regola, regie: Stefano Roncoroni (1988)
- Nel giardino delle rose, regie: Luciano Martino (1990)
- Caffè Europa (Cafe Europa), regie: Franz Xaver Bogner (1990)
- Il viaggio di Capitan Fracassa, regie: Ettore Scola (1990)
- Mezzaestate, regie: Daniele Costantini (1991)
- L'angelo con la pistola, regie: Damiano Damiani (1992)
- Dietro la pianura, regie: Gerado Fontana și Paolo Girelli (1994)
- Colibri rosso (Vörös Colibri), regie: Zsuzsa Böszörményi (1995)
- Marquise, regie: Véra Belmont (1997)
- Giochi d'equilibrio, regie: Amedeo Fago (1998)
- Li chiamarono... briganti!, regie: Pasquale Squitieri (1999)
- La seconda ombra, regie: Silvano Agosti (2000)
- Bella e impossibile, regie: Marco Mattolini (2002)
- Heaven, regie: Tom Tykwer (2002)
- Le valigie di Tulse Luper - La storia di Moab (The Tulse Luper Suitcasses, Part 1: The Moab Story), regie: Peter Greenaway (2003)
- A/R Andata + Ritorno, regie: Marco Ponti (2004)
- Stauffenberg - Attentato a Hitler, regie: Jo Baier (2004)
- Persona non grata, regie: Krzysztof Zanussi (2005)
- Quijote, regie: Mimmo Paladino (2006)
- La duchessa di Langeais (Ne touchez pas la hache), regie: Jacques Rivette (2007)
- Il 7 e l'8, regie: Giambattista Avellino, Ficarra e Picone (2007)
- Il sole nero, regie: Krzysztof Zanussi (2007)
- Ripopolare la reggia (Peopling the Palaces at Venaria Reale), regie: Peter Greenaway (2007)
- Misstake, regie: Filippo Cipriano (2008)
- Italians, regie: Giovanni Veronesi (2009)
- Il gioiellino, regie: Andrea Molaioli (2011)
- Benvenuto Presidente!, regie: Riccardo Milani (2013)
- Roche papier ciseaux, regie: Yan Lanouette Turgeon (2013)
- Maicol Jecson (2013)
- Shades of Truth,[5] regie: Liana Marabini - Condor Pictures (2015)
- Rosso Mille Miglia, regie: Claudio Uberti (2015)
- Infernet, regie: Giuseppe Ferlito (2016)
- La legge della notte (Live by Night), regie: Ben Affleck (2016)
- Marea provocare: Le Mans ’66, regie: James Mangold (2019)

### Filme de televiziune
- La brace dei Biassoli, regie: Giovanni Fago (1975) - film TV
- La signora Ava, regie: Antonio Calenda (1975) - film TV
- Alle origini della mafia : # 1.3 (1976) - miniserial TV
- Il garofano rosso, regie: Piero Schivazappa (1976) - miniserial TV
- Che fare?, regie: Gianni Serra (1979) - miniserial TV
- Delitto di stato, regie: Gianfranco De Bosio (1982) - miniserial TV
- Strada Pia, regie: Georg Brintrup (1983) - film TV
- Fuori scena, regie: Enzo Muzii (1986) - film TV
- Lo scialo, regie: Franco Rossi (1987) - miniserial TV
- Caracatița 3 (La piovra 3), regie: Luigi Perelli (1987) - miniserial TV
- Una vittoria, regie: Luigi Perelli (1988) - miniserial TV
- Caracatița 4 (La piovra 4), regie: Luigi Perelli (1989) - miniserial TV
- La piovra 5 - Il cuore del problema, regie: Luigi Perelli (1990) - miniserial TV
- Dalla notte all'alba, regie: Cinzia TH Torrini (1991) - Film TV
- La piovra 6 - L'ultimo segreto, regie: Luigi Perelli (1992) - miniserial TV
- Carlo Magno (Charlemagne, le prince à cheval), regie: Clive Donner (1993) - miniserial TV
- Prigioniera di una vendetta (Maximum Exposure), regie: Vittorio Sindoni (1993) - miniserial TV
- La piovra 7 - Indagine sulla morte del commissario Cattani, regie: Luigi Perelli, episodul 6 (1995) - miniserial TV
- Morte di una strega, regie: Cinzia TH Torrini (1995) - miniserial TV
- Fantaghirò 5, regie: Lamberto Bava (1996) - miniserial TV
- Dio vede e provvede, regie: Enrico Oldoini (1996) - miniserial TV
- L'elefante bianco, regie: Gianfranco Albano (1998) - miniserial TV
- Morte di una ragazza perbene, regie: Luigi Perelli (1999) - film TV
- Sospetti, regie: Luigi Perelli (2000) - serial TV
- La piovra 10, regie: Luigi Perelli (2001) - miniserial TV
- O la va o la spacca, regie: Francesco Massaro (2004) - miniserial TV - episodul 7 - rol: Nicolas Colasanto
- Diritto di difesa, regie: Gianfranco Lazotti și Donatella Maiorca (2004) - serial TV
- Sospetti 3, regie: Luigi Perelli (2005) - serial TV
- Marele Torino (Il Grande Torino), regie: Claudio Bonivento (2005) - miniserial TV
- Questa è la mia terra, regie: Raffaele Mertes (2006) - miniserial TV
- Maria di Nazaret, regie: Giacomo Campiotti (2012) - miniserial TV
- Suor Pascalina - Nel cuore della fede, regie: Marcus O. Rosenmüller (2012) - film TV
- Furore - Capitolo secondo, regie: Alessio Inturri (2018) - serial TV

### Teatru
- Fiore di cactus (2008)

## Legături externe
- „Remo Girone”, Zapster.it, arhivat din original la 13 octombrie 2018, accesat în 13 octombrie 2018
- Remo Girone la Internet Movie Database